# Guerfand
Guerfand è un comune francese di 221 abitanti situato nel dipartimento della Saona e Loira nella regione della Borgogna-Franca Contea.

## Storia

### Simboli
Lo stemma è stato adottato dal comune il 28 novembre 2024.
La quercia d'oro su fondo azzurro rappresenta la foresta che copre un terzo del territorio comunale e richiama i colori dello stemma della Borgogna.
Il drago è simbolo di san Michele, patrono di Guerfand, e ricorda anche lo stemma dei duchi di Biron e le leggende legate alla motta castrale locale.
Il lupo fa riferimento all'etimologia del toponimo Guerfand, derivato dal termine Willulfingos ("terre dei Willulfingi") o Willulf che indica un lupo eccezionale; lo sfondo verde rappresenta la natura e la ruralità.

## Società

### Evoluzione demografica
Abitanti censiti